# المياسر (البيضاء)

تعديل مصدري - تعديل

المياسر هي إحدى قرى عزلة العيوف بمديرية البيضاء التابعة لمحافظة البيضاء، بلغ تعداد سكانها 92 نسمة حسب تعداد اليمن لعام 2004.